# Manchester City Women's Football Club 2022-2023
Questa voce raccoglie le informazioni riguardanti il Manchester City Women's Football Club nelle competizioni ufficiali della stagione 2022-2023.

## Stagione
La stagione 2022-23 è partita con la conferma di Gareth Taylor come allenatore della squadra e col ritiro dal calcio di Karen Bardsley, Jill Scott ed Ellen White. Il campionato di Women's Super League è stato concluso al quarto posto con 47 punti conquistati in 22 giornate, frutto di 15 vittorie, 2 pareggi e 5 sconfitte, mancando l'accesso all'UEFA Women's Champions League per la prima volta dopo otto anni. La squadra, che in estate aveva perso alcune giocatrici chiave ed era stata costruita attorno a giovani promettenti, aveva concluso al quarto posto per la peggior differenza reti rispetto all'Arsenal, col quale aveva terminato a pari punti. Alla decima giornata di campionato è stato disputato il derby di Manchester tra City e United al City of Manchester Stadium; alla partita hanno assistito 44 259 spettatori, battendo il precedente record di presenze casalinga per il City.
In FA Women's Cup la squadra, che era partita dal quarto turno, è stata eliminata ai quarti di finale, dove è stata sconfitta dall'Aston Villa dopo i tempi supplementari. In FA Women's League Cup, dopo aver superato la fase a gruppi come vincitore del proprio raggruppamento a punteggio pieno, il City è stato eliminato in semifinale, dove è stato sconfitto dall'Arsenal dopo i tempi supplementari.
Anche nell'edizione 2022-23 di UEFA Women's Champions League il City è stato eliminato nella fase di qualificazione, ma questa volta direttamente al primo turno. Infatti, dopo aver battuto 6-0 le kazake del Tomiris-Turan nella semifinale del minigirone 4 del percorso piazzate, è stato eliminato in finale, nuovamente, dalle spagnole del Real Madrid grazie alla rete di Caroline Weir, che proprio poche settimane prima si era trasferita dal City al Real Madrid.

## Maglie e sponsor
Le tenute di gioco solo le stesse adottate dal Manchester City maschile.
| Casa | Trasferta | Terza divisa |

## Rosa
| N. |                        | Ruolo | Calciatrice               |
| -- | ---------------------- | ----- | ------------------------- |
| 1  | Inghilterra (bandiera) | P     | Ellie Roebuck             |
| 2  | Paesi Bassi (bandiera) | D     | Kerstin Casparij          |
| 3  | Inghilterra (bandiera) | D     | Demi Stokes               |
| 4  | Spagna (bandiera)      | D     | Laia Aleixandri           |
| 5  | Inghilterra (bandiera) | D     | Alex Greenwood            |
| 6  | Inghilterra (bandiera) | D     | Steph Houghton (capitano) |
| 7  | Inghilterra (bandiera) | C     | Laura Coombs              |
| 8  | Australia (bandiera)   | A     | Mary Fowler               |
| 9  | Inghilterra (bandiera) | A     | Chloe Kelly               |
| 10 | Venezuela (bandiera)   | A     | Deyna Castellanos         |
| 11 | Inghilterra (bandiera) | A     | Lauren Hemp               |
| 12 | Svezia (bandiera)      | C     | Filippa Angeldahl         |
| 13 | Australia (bandiera)   | A     | Hayley Raso               |
| 14 | Inghilterra (bandiera) | D     | Esme Morgan               |
| 15 | Spagna (bandiera)      | D     | Leila Ouahabi             |

| N. |                        | Ruolo | Calciatore             |
| -- | ---------------------- | ----- | ---------------------- |
| 17 | Spagna (bandiera)      | C     | Victoria Losada        |
| 21 | Giamaica (bandiera)    | A     | Khadija Shaw           |
| 22 | Inghilterra (bandiera) | P     | Sandy MacIver          |
| 24 | Inghilterra (bandiera) | C     | Keira Walsh            |
| 25 | Giappone (bandiera)    | C     | Yui Hasegawa           |
| 30 | Inghilterra (bandiera) | C     | Ruby Mace              |
| 33 | Australia (bandiera)   | D     | Alanna Kennedy         |
| 35 | Inghilterra (bandiera) | P     | Khiara Keating         |
| 41 | Norvegia (bandiera)    | A     | Julie Blakstad         |
| 36 | Inghilterra (bandiera) | C     | Annie Hutchings        |
| 37 | Inghilterra (bandiera) | A     | Lois Marley-Paraskevas |
| 38 | Inghilterra (bandiera) | D     | Gracie Prior           |
| 39 | Inghilterra (bandiera) | C     | Emma Siddall           |
| 42 | Inghilterra (bandiera) | C     | Jemima Dahou           |

## Calciomercato

### Sessione estiva
| Acquisti | Acquisti          | Acquisti        | Acquisti |
| R.       | Nome              | da              | Modalità |
| -------- | ----------------- | --------------- | -------- |
| P        | Sandy MacIver     | Everton         | [ 8 ]    |
| D        | Laia Aleixandri   | Atlético Madrid | [ 9 ]    |
| D        | Kerstin Casparij  | Twente          | [ 10 ]   |
| D        | Leila Ouahabi     | Barcellona      | [ 11 ]   |
| C        | Yui Hasegawa      | West Ham        | [ 12 ]   |
| A        | Deyna Castellanos | Atlético Madrid | [ 13 ]   |
| A        | Mary Fowler       | Montpellier     | [ 14 ]   |

| Cessioni | Cessioni        | Cessioni            | Cessioni |
| R.       | Nome            | a                   | Modalità |
| -------- | --------------- | ------------------- | -------- |
| P        | Karen Bardsley  |                     | ritirata |
| P        | Karima Benameur | Olympique Marsiglia | [ 16 ]   |
| D        | Lucy Bronze     | Barcellona          | [ 17 ]   |
| C        | Jill Scott      |                     | ritirata |
| C        | Keira Walsh     | Barcellona          | [ 19 ]   |
| C        | Caroline Weir   | Real Madrid         | [ 16 ]   |
| A        | Jessica Park    | Everton             | prestito |
| A        | Georgia Stanway | Bayern Monaco       | [ 21 ]   |
| A        | Ellen White     |                     | ritirata |

### Sessione invernale
| Acquisti | Acquisti | Acquisti | Acquisti |
| R.       | Nome     | da       | Modalità |
| -------- | -------- | -------- | -------- |

| Cessioni | Cessioni        | Cessioni         | Cessioni             |
| R.       | Nome            | a                | Modalità             |
| -------- | --------------- | ---------------- | -------------------- |
| P        | Khiara Keating  | Coventry Utd     | prestito             |
| C        | Annie Hutchings | Blackburn Rovers | doppia registrazione |
| C        | Ruby Mace       | Leicester City   | prestito             |
| C        | Victoria Losada | Roma             | [ 26 ]               |
| A        | Julie Blakstad  | Häcken           | prestito             |

## Risultati

### Women's Super League

#### Girone di andata
| Arbitro: | Welch |

|                   |           |           |
| Hemp 4’ Kelly 43’ | Marcatori | 59’ Souza |

| Arbitro: | Saunders |

|                                    |           |                            |
| Lehmann 22’ Daly 32’, 76’ Dali 58’ | Marcatori | 45+1’, 55’ Coombs 53’ Shaw |

| Arbitro: | Byrne |

|                             |           |  |
| Kirby 42’ Mjelde 78’ (rig.) | Marcatori |  |

| Arbitro: | Hallam |

|                                     |           |  |
| Shaw 24’, 79’ Hemp 72’ Hasegawa 88’ | Marcatori |  |

| Arbitro: | Heaslip |

|  |           |                        |
|  | Marcatori | 41’, 47’ Shaw 76’ Hemp |

| Arbitro: | Dowle |

|                   |           |             |
| Shaw 21’ Raso 75’ | Marcatori | 33’ Stengel |

| Arbitro: | Byrne |

|  |           |                                         |
|  | Marcatori | 53’ (aut.), 60’ (aut.) Mukandi 76’ Shaw |

| Arbitro: | Heaslip |

|             |           |                       |
| Sevecke 40’ | Marcatori | 32’ Blakstad 49’ Shaw |

| Arbitro: | Foster |

|                                          |           |           |
| Sarri 11’ (aut.) Blakstad 19’ Coombs 26’ | Marcatori | 90+3’ Lee |

| Arbitro: | Byrne |

|            |           |            |
| Coombs 58’ | Marcatori | 27’ Galton |

| Arbitro: | Fearn |

|  |           |          |
|  | Marcatori | 50’ Shaw |

#### Girone di ritorno
| Arbitro: | Foster |

|                 |           |            |
| Castellanos 28’ | Marcatori | 31’ Hanson |

| Arbitro: | Fearn |

|  |           |                    |
|  | Marcatori | 61’ Shaw 74’ Kelly |

| Arbitro: | Byrne |

|                             |           |                    |
| Shaw 45+2’, 47’ (rig.), 83’ | Marcatori | 31’ Bizet Ildhusøy |

| Arbitro: | Yamashita (Giappone) |

|             |           |               |
| Terland 33’ | Marcatori | 21’, 89’ Shaw |

| Arbitro: | Howard |

|                        |           |  |
| Angeldahl 21’ Hemp 30’ | Marcatori |  |

| Arbitro: | Byrne |

|                       |           |         |
| McCabe 74’ Maanum 62’ | Marcatori | 5’ Shaw |

| Arbitro: | Simms |

|                                                          |           |                      |
| Kelly 6’, 7’ Coombs 25’ Shaw 62’ Houghton 65’ Fowler 82’ | Marcatori | 11’ Snerle 72’ Evans |

| Arbitro: | Fearn |

|                                          |           |                |
| Kelly 15’ Shaw 24’ Hemp 47’ Houghton 70’ | Marcatori | 1’ Troelsgaard |

| Arbitro: | Simms |

|                  |           |             |
| Holland 54’, 70’ | Marcatori | 39’ Terland |

| Arbitro: | Welch |

|                      |           |               |
| Ladd 2’ García 90+1’ | Marcatori | 68’ Angeldahl |

| Arbitro: | Dowle |

|                        |           |                        |
| Shaw 51’, 69’ Hemp 60’ | Marcatori | 79’ Graham 90+4’ Maier |

### FA Women's Cup
| Arbitro: | Hattersley |

|                                                                |           |  |
| Shaw 16’, 51’, 87’ Kelly 38’ Castellanos 45’ Blakstad 53’, 78’ | Marcatori |  |

| Arbitro: | Simms |

|           |           |                                                                       |
| Perce 55’ | Marcatori | 13’, 25’, 41’, 75’ Shaw 45+2’ Angeldahl 53’, 83’ Blakstad 90+1’ Dahou |

| Arbitro: | Welch |

|                     |           |                 |
| Corsie 20’ Daly 96’ | Marcatori | 38’ Castellanos |

### FA Women's League Cup

#### Fase a gruppi
| Manchester 26 ottobre 2022, ore 19:30 UTC+1 Gruppo B - 2ª giornata                             | Manchester City | 6 – 0 referto | Blackburn Rovers | Manchester City Academy Stadium |
| \| \| \| \| \| Raso 16’ Fowler 40’ (rig.), 69’ Losada 43’ Blakstad 85’, 87’ \| Marcatori \| \| |                 |               |                  |                                 |
|                                                                                                |                 |               |                  |                                 |
| Raso 16’ Fowler 40’ (rig.), 69’ Losada 43’ Blakstad 85’, 87’                                   | Marcatori       |               |                  |                                 |

| Manchester 27 novembre 2022, ore 14:00 UTC+0 Gruppo B - 3ª giornata | Manchester City | 3 – 0 referto | Sunderland | Manchester City Academy Stadium |
| \| \| \| \| \| Blakstad 8’ Raso 48’ Shaw 59’ \| Marcatori \| \|     |                 |               |            |                                 |
|                                                                     |                 |               |            |                                 |
| Blakstad 8’ Raso 48’ Shaw 59’                                       | Marcatori       |               |            |                                 |

| Birkenhead 7 dicembre 2022, ore 19:00 UTC+0 Gruppo B - 4ª giornata | Liverpool | 0 – 2 referto            | Manchester City | Prenton Park |
| \| \| \| \| \| \| Marcatori \| 57’ Angeldahl 74’ Fowler \|         |           |                          |                 |              |
|                                                                    |           |                          |                 |              |
|                                                                    | Marcatori | 57’ Angeldahl 74’ Fowler |                 |              |

| Burton upon Trent 18 gennaio 2023, ore 19:00 UTC+0 Gruppo B - 5ª giornata | Leicester City | 0 – 1 referto | Manchester City | Pirelli Stadium |
| \| \| \| \| \| \| Marcatori \| 90’ Angeldahl \|                           |                |               |                 |                 |
|                                                                           |                |               |                 |                 |
|                                                                           | Marcatori      | 90’ Angeldahl |                 |                 |

#### Fase a eliminazione diretta
| Arbitro: | Kirk |

|  |           |                                                |
|  | Marcatori | 8’, 12’ Raso 30’ Shaw 35’, 60’ Hemp 44’ Fowler |

| Arbitro: | Byrne |

|                  |           |  |
| Blackstenius 93’ | Marcatori |  |

### UEFA Women's Champions League
| Arbitro: | Živković |

|                                                                                  |           |  |
| Shaw 4’, 21’ Hemp 45+1’ Losada 82’ Castellanos 89’ (rig.) Sharifova 90+2’ (aut.) | Marcatori |  |

| Arbitro: | Shukrula |

|  |           |          |
|  | Marcatori | 15’ Weir |

## Statistiche

### Statistiche di squadra
| Competizione                  | Punti | In casa | In casa | In casa | In casa | In casa | In casa | In trasferta | In trasferta | In trasferta | In trasferta | In trasferta | In trasferta | Totale | Totale | Totale | Totale | Totale | Totale | DR  |
| Competizione                  | Punti | G       | V       | N       | P       | Gf      | Gs      | G            | V            | N            | P            | Gf           | Gs           | G      | V      | N      | P      | Gf     | Gs     | DR  |
| ----------------------------- | ----- | ------- | ------- | ------- | ------- | ------- | ------- | ------------ | ------------ | ------------ | ------------ | ------------ | ------------ | ------ | ------ | ------ | ------ | ------ | ------ | --- |
| Women's Super League          | 47    | 11      | 9       | 2       | 0       | 31      | 11      | 11           | 6            | 0            | 5            | 19           | 14           | 22     | 15     | 2      | 5      | 50     | 25     | +25 |
| FA Women's Cup                | -     | 1       | 1       | 0       | 0       | 7       | 0       | 2            | 1            | 0            | 1            | 9            | 3            | 3      | 2      | 0      | 1      | 16     | 3      | +13 |
| FA Women's League Cup         | -     | 2       | 2       | 0       | 0       | 9       | 0       | 4            | 3            | 0            | 1            | 9            | 1            | 6      | 5      | 0      | 1      | 18     | 1      | +17 |
| UEFA Women's Champions League | -     | 0       | 0       | 0       | 0       | 0       | 0       | 0            | 0            | 0            | 0            | 0            | 0            | 2      | 1      | 0      | 1      | 6      | 1      | +5  |
| Totale                        | -     | 14      | 12      | 2       | 0       | 47      | 11      | 17           | 10           | 0            | 7            | 37           | 18           | 33     | 23     | 2      | 8      | 90     | 30     | +60 |

### Andamento in campionato
| Giornata  | 1 | 2 | 3  | 4 | 5 | 6 | 7 | 8 | 9 | 10 | 11 | 12 | 13 | 14 | 15 | 16 | 17 | 18 | 19 | 20 | 21 | 22 |
| --------- | - | - | -- | - | - | - | - | - | - | -- | -- | -- | -- | -- | -- | -- | -- | -- | -- | -- | -- | -- |
| Luogo     | C | T | T  | C | T | C | T | T | C | C  | T  | C  | T  | C  | T  | C  | T  | C  | C  | T  | T  | C  |
| Risultato | V | P | P  | V | V | V | V | V | V | N  | V  | N  | V  | V  | V  | V  | P  | V  | V  | P  | P  | V  |
| Posizione | 7 | 7 | 10 | 8 | 6 | 4 | 4 | 4 | 4 | 4  | 4  | 4  | 4  | 3  | 3  | 2  | 4  | 2  | 2  | 3  | 4  | 4  |

Legenda:

Luogo: C = Casa; T = Trasferta. Risultato: V = Vittoria; N = Pareggio; P = Sconfitta.

### Statistiche delle giocatrici
| Giocatore            | FA Women's Super League | FA Women's Super League | FA Women's Super League | FA Women's Super League | FA Women's Cup | FA Women's Cup | FA Women's Cup | FA Women's Cup | FA Women's League Cup | FA Women's League Cup | FA Women's League Cup | FA Women's League Cup | UEFA Women's Champions League | UEFA Women's Champions League | UEFA Women's Champions League | UEFA Women's Champions League | Totale   | Totale | Totale      | Totale     |
| Giocatore            | Presenze                | Reti                    | Ammonizioni             | Espulsioni              | Presenze       | Reti           | Ammonizioni    | Espulsioni     | Presenze              | Reti                  | Ammonizioni           | Espulsioni            | Presenze                      | Reti                          | Ammonizioni                   | Espulsioni                    | Presenze | Reti   | Ammonizioni | Espulsioni |
| -------------------- | ----------------------- | ----------------------- | ----------------------- | ----------------------- | -------------- | -------------- | -------------- | -------------- | --------------------- | --------------------- | --------------------- | --------------------- | ----------------------------- | ----------------------------- | ----------------------------- | ----------------------------- | -------- | ------ | ----------- | ---------- |
| L. Aleixandri        | 16                      | 0                       | 1                       | 0                       | 3              | 0              | 0              | 0              | 4                     | 0                     | 0                     | 0                     | 2                             | 0                             | 0                             | 0                             | 25       | 0      | 1           | 0          |
| F. Angeldahl         | 16                      | 2                       | 1                       | 0                       | 3              | 1              | 0              | 0              | 6                     | 2                     | 0                     | 0                     | 0                             | 0                             | 0                             | 0                             | 25       | 5      | 1           | 0          |
| J. Blakstad          | 9                       | 2                       | 0                       | 0                       | 2              | 4              | 0              | 0              | 5                     | 3                     | 0                     | 0                     | 0                             | 0                             | 0                             | 0                             | 16       | 9      | 0           | 0          |
| K. Casparij          | 17                      | 0                       | 0                       | 0                       | 2              | 0              | 0              | 0              | 5                     | 0                     | 0                     | 0                     | 1                             | 0                             | 0                             | 0                             | 25       | 0      | 0           | 0          |
| D. Castellanos       | 19                      | 1                       | 1                       | 0                       | 3              | 2              | 0              | 0              | 4                     | 0                     | 0                     | 0                     | 2                             | 1                             | 0                             | 0                             | 28       | 4      | 1           | 0          |
| L. Coombs            | 22                      | 5                       | 0                       | 0                       | 2              | 0              | 0              | 0              | 2                     | 0                     | 0                     | 0                     | 2                             | 0                             | 0                             | 0                             | 28       | 5      | 0           | 0          |
| J. Dahou             | 1                       | 0                       | 0                       | 0                       | 1              | 1              | 0              | 0              | 1                     | 0                     | 0                     | 0                     | -                             | -                             | -                             | -                             | 3        | 1      | 0           | 0          |
| M. Fowler            | 11                      | 1                       | 0                       | 0                       | 3              | 0              | 0              | 0              | 6                     | 4                     | 0                     | 0                     | 2                             | 0                             | 0                             | 0                             | 22       | 5      | 0           | 0          |
| A. Greenwood         | 21                      | 0                       | 3                       | 0                       | 3              | 0              | 1              | 0              | 3                     | 0                     | 0                     | 0                     | 2                             | 0                             | 1                             | 0                             | 29       | 0      | 5           | 0          |
| Y. Hasegawa          | 20                      | 1                       | 0                       | 0                       | 2              | 0              | 0              | 0              | 5                     | 0                     | 0                     | 0                     | -                             | -                             | -                             | -                             | 27       | 1      | 0           | 0          |
| L. Hemp              | 20                      | 7                       | 2                       | 0                       | 2              | 0              | 0              | 0              | 4                     | 2                     | 1                     | 0                     | 2                             | 1                             | 0                             | 0                             | 28       | 10     | 3           | 0          |
| S. Houghton          | 14                      | 2                       | 1                       | 0                       | 2              | 0              | 0              | 0              | 6                     | 0                     | 0                     | 0                     | 2                             | 0                             | 0                             | 0                             | 24       | 2      | 1           | 0          |
| A. Hutchings         | 0                       | 0                       | 0                       | 0                       | -              | -              | -              | -              | 1                     | 0                     | 0                     | 0                     | -                             | -                             | -                             | -                             | 1        | 0      | 0           | 0          |
| K. Keating           | 3                       | -5                      | 0                       | 0                       | -              | -              | -              | -              | 0                     | 0                     | 0                     | 0                     | 0                             | 0                             | 0                             | 0                             | 3        | -5     | 0           | 0          |
| C. Kelly             | 22                      | 5                       | 4                       | 0                       | 3              | 1              | 0              | 0              | 3                     | 0                     | 1                     | 0                     | 2                             | 0                             | 0                             | 0                             | 30       | 6      | 5           | 0          |
| A. Kennedy           | 2                       | 0                       | 0                       | 0                       | 1              | 0              | 0              | 0              | 4                     | 0                     | 1                     | 0                     | 0                             | 0                             | 0                             | 0                             | 7        | 0      | 1           | 0          |
| V. Losada            | 2                       | 0                       | 0                       | 0                       | 0              | 0              | 0              | 0              | 2                     | 1                     | 0                     | 0                     | 2                             | 1                             | 0                             | 0                             | 6        | 2      | 0           | 0          |
| R. Mace              | 1                       | 0                       | 0                       | 0                       | -              | -              | -              | -              | 4                     | 0                     | 0                     | 0                     | -                             | -                             | -                             | -                             | 5        | 0      | 0           | 0          |
| S. MacIver           | 3                       | -2                      | 0                       | 0                       | 1              | -1             | 0              | 0              | 5                     | -1                    | 0                     | 0                     | 0                             | 0                             | 0                             | 0                             | 9        | -4     | 0           | 0          |
| L. Marley-Paraskevas | -                       | -                       | -                       | -                       | -              | -              | -              | -              | 2                     | 0                     | 0                     | 0                     | -                             | -                             | -                             | -                             | 2        | 0      | 0           | 0          |
| E. Morgan            | 17                      | 0                       | 1                       | 0                       | 1              | 0              | 0              | 0              | 4                     | 0                     | 0                     | 0                     | 1                             | 0                             | 0                             | 0                             | 23       | 0      | 1           | 0          |
| L. Ouahabi           | 16                      | 0                       | 3                       | 0                       | 2              | 0              | 0              | 0              | 4                     | 0                     | 0                     | 0                     | 2                             | 0                             | 0                             | 0                             | 24       | 0      | 3           | 0          |
| G. Prior             | -                       | -                       | -                       | -                       | -              | -              | -              | -              | 1                     | 0                     | 0                     | 0                     | -                             | -                             | -                             | -                             | 1        | 0      | 0           | 0          |
| H. Raso              | 16                      | 1                       | 1                       | 0                       | 1              | 0              | 0              | 0              | 6                     | 4                     | 1                     | 0                     | 2                             | 0                             | 0                             | 0                             | 25       | 5      | 2           | 0          |
| E. Roebuck           | 17                      | -18                     | 1                       | 1                       | 2              | -2             | 0              | 0              | 1                     | 0                     | 0                     | 0                     | 2                             | -1                            | 0                             | 0                             | 22       | -21    | 1           | 1          |
| K. Shaw              | 22                      | 20                      | 0                       | 0                       | 3              | 7              | 0              | 0              | 3                     | 2                     | 0                     | 0                     | 2                             | 2                             | 0                             | 0                             | 30       | 31     | 0           | 0          |
| E. Siddall           | -                       | -                       | -                       | -                       | 0              | 0              | 0              | 0              | 1                     | 0                     | 0                     | 0                     | -                             | -                             | -                             | -                             | 1        | 0      | 0           | 0          |
| D. Stokes            | 3                       | 0                       | 0                       | 0                       | 1              | 0              | 0              | 0              | 3                     | 0                     | 0                     | 0                     | 2                             | 0                             | 0                             | 0                             | 9        | 0      | 0           | 0          |
| K. Walsh             | -                       | -                       | -                       | -                       | -              | -              | -              | -              | -                     | -                     | -                     | -                     | 2                             | 0                             | 0                             | 0                             | 2        | 0      | 0           | 0          |